# Mládeži nepřístupno (film)
Mládeži nepřístupno (v anglickém originále Movie 43) je americký povídkový film z roku 2013. Film je rozdělen do několika různých příběhů. Každý z nich má svůj tvůrčí tým a různé herce v hlavních rolích.

## Obsazení
| Dennis Quaid        | Charlie Wessler   |
| Greg Kinnear        | Griffin Schraeder |
| Seth MacFarlane     | sám sebe          |
| Mark L. Young       | Calvin Cutler     |
| Hugh Jackman        | Davis             |
| Kate Winslet        | Beth              |
| Jeremy Allen White  | Kevin Miller      |
| Liev Schreiber      | Robert Miller     |
| Naomi Watts         | Samantha Miller   |
| Anna Faris          | Julie             |
| Chris Pratt         | Doug              |
| Kieran Culkin       | Neil              |
| Emma Stoneová       | Veronica          |
| Richard Gere        | Boss              |
| Justin Long         | Robin             |
| Jason Sudeikis      | Batman            |
| Uma Thurman         | Lois Lane         |
| Bobby Cannavale     | Superman          |
| Chloë Grace Moretz  | Amanda            |
| Jimmy Bennett       | Nathan            |
| Gerard Butler       | trpaslíci         |
| Johnny Knoxville    | Pete              |
| Seann William Scott | Brian             |
| Halle Berryová      | Emily             |
| Terrence Howard     | kouč Jackson      |
| Elizabeth Banks     | Amy               |
| Julianne Moore      | Maude             |
| Tony Shalhoub       | George            |
| Anton Yelchin       | Wayne             |

## Ocenění a nominace
| Rok  | Cena                  | Kategorie             | Film               | Výsledek  | Ref.  |
| ---- | --------------------- | --------------------- | ------------------ | --------- | ----- |
| 2013 | Golden Trailer Awards | Nejmizernější trailer | "Unsee it" trailer | nominace  | [ 1 ] |
| 2014 | Zlatá malina          | Nejhorší film         | Nejhorší film      | vítězství |       |
| 2014 | Zlatá malina          | Nejhorší režisér      | 10 ze 13 režisérů  | vítězství |       |
| 2014 | Zlatá malina          | Nejhorší herečka      | Naomi Watts        | nominace  |       |
| 2014 | Zlatá malina          | Nejhorší herečka      | Halle Berry        | nominace  |       |
| 2014 | Zlatá malina          | Nejhorší scénář       | Všichni scenáristé | vítězství |       |
| 2014 | Zlatá malina          | Nejhorší pár          | Celé obsazení      | nominace  |       |